# Hans Schipulle
Hans Friedrich Oskar Schipulle (* 13. März 1913 in Berlin; † nach 1969) war ein deutscher Dokumentarfilmer (Regie und Produktion).

## Leben und Wirken
Der Sohn des gleichnamigen Musikers hatte nach dem Abitur Volkswirtschaft studiert und anschließend, Mitte der 1930er Jahre, bei der Tobis-Mélo eine Ausbildung zum Schnittmeister erhalten. Seit 1936 war Hans Schipulle Mitarbeiter in der Kulturfilmabteilung der Tobis und stellte in den folgenden 33 Jahren in den unterschiedlichsten Funktionen (vor allem Regie, Drehbuch, Schnitt) eine Fülle von Dokumentar-, Kultur- und Industriefilmen her. Gleich seine erste Produktion “Die Kamera fährt mit”, eine dokumentarische Arbeit über die Erstellung von Wochenschauberichten, erhielt noch im selben Jahr 1936 die Goldmedaille auf der Kunstbiennale. 
In der filmfreien Zeit gleich nach dem Zweiten Weltkrieg verdiente sich Hans Schipulle zwischen 1947 und 1949 seinen Lebensunterhalt als Synchrontexter und Dialogregisseur bei der Internationalen Film-Union in Remagen. 1949 nahm er seine Arbeit als Filmhersteller mit der Gründung der eigenen Firma Melophon-Film GmbH wieder auf. Zu dieser Zeit begann Schipulle auch Synchronfassung US-amerikanischer Spielfilme herzustellen. Nach 1969 verliert sich die Spur des Wahl-Münchners.

## Filmografie
- 1936: Die Kamera fährt mit
- 1937: Das Reich des Steinadlers
- 1938: Der große Tag von Hamburg
- 1939: Der Trichter
- 1940: Baumeisterin Chemie
- 1943: Im Land der wilden Stiere
- 1950: Schwarzwald – Uhrenland
- 1953: Wilhelm Conrad Röntgen
- 1955: Robert Koch, ein Wohltäter der Menschheit
- 1955: Sterne fallen vom Himmel
- 1957: Weben und Wirken
- 1957: Kleine Welt – ganz groß
- 1959: Vom Daniel zum hohen Licht
- 1960: Symbol und Geschichte
- 1961: Drei Farben
- 1962: Achtung! Strahlen!
- 1966: Vom Feldzeichen zum Bundeswappen
- 1969: Ein Zoo hat Geburtstag